# Église di Ognissanti
L'église di Ognissanti  (l’église de tous les saints) est une église catholique à Venise.

## Localisation
Elle est située dans le sestiere de Dorsoduro, Contrada San Barnaba à Venise. Elle est très proche des  églises de San Sebastian et de San Trovaso. La façade orientée à l'Ouest et la face nord sont à l’intérieur de l'enceinte de l'hôpital de Gériatrie de Venise (Ospedale Geriatrico GB. Giustinian). L'abside à l'Est donne sur la rue  Rio Terà degli Ognissanti; la façade sud donne sur le campo degli Ognissanti et le rio du même nom.

## Historique
Au XVe siècle, les moines cisterciens avaient déménagé dans la contrée de San Baseggio après l'abandon forcé du monastère Santa Margherita à Torcello, île devenue insalubre. 
En 1472, un hospice fut construit avec une première église attenante dédiée à La Vierge Marie et tous les Saints. 
Elle est représentée par Jacopo de' Barbari sur son plan de Venise de 1500. 
Le pape Alexandre VI a approuvé, en 1494, la fondation de la maison religieuse, mais a remplacé la règle cistercienne par celle de saint Benoît.
Le monastère a été remplacé en 1505 par le bâtiment actuel en pierre qui a été consacré en 1586.
Pour l'exemplarité de leur vie monacale, les bénédictins d' Ognissanti furent appelés à réformer d'autres monastères du même ordre; en 1519 quatorze d'entre eux passèrent dans celui des Saints Biagio et Cataldo à la Giudecca sur instigation du pape.
L'église et le monastère ont été supprimés par Napoléon en 1806 et laissés à l'abandon jusqu'à l'intervention de Giovan Battista Giustiniani qui a adapté la structure en 1820 à la prise en charge des personnes âgées. L'église a été incorporée dans l'enceinte de l’hôpital, elle est restaurée pour le culte des patients.
La communauté fut concentrée aux Saints Biagio et Cataldo. Ils ont été remplacés par des frères mineurs capucins venant de Castello (Venise).

## Description

### L'extérieur
La façade, très développée en hauteur, est divisée verticalement en trois, selon le schéma à trois nefs, le porche d'entrée est décoré de divers éléments sculptés. L'église est flanquée sur le côté gauche de son campanile, coiffé d'un bulbe baroque en feuilles de plomb.

### L'intérieur
L’intérieur possède une nef unique, avec des autels secondaires. Le chœur est flanqué de deux chapelles adjacentes. La décoration des murs de la nef est minimaliste et contraste avec la richesse des fresques du chœur. Le plafond de la nef, à caissons, est très sobre avec un motif central sculpté et peint. Sur la contre-façade un Barco permettait aux nones de suivre l'office derrière des grilles, comme à Sant'Andrea della Zirada.

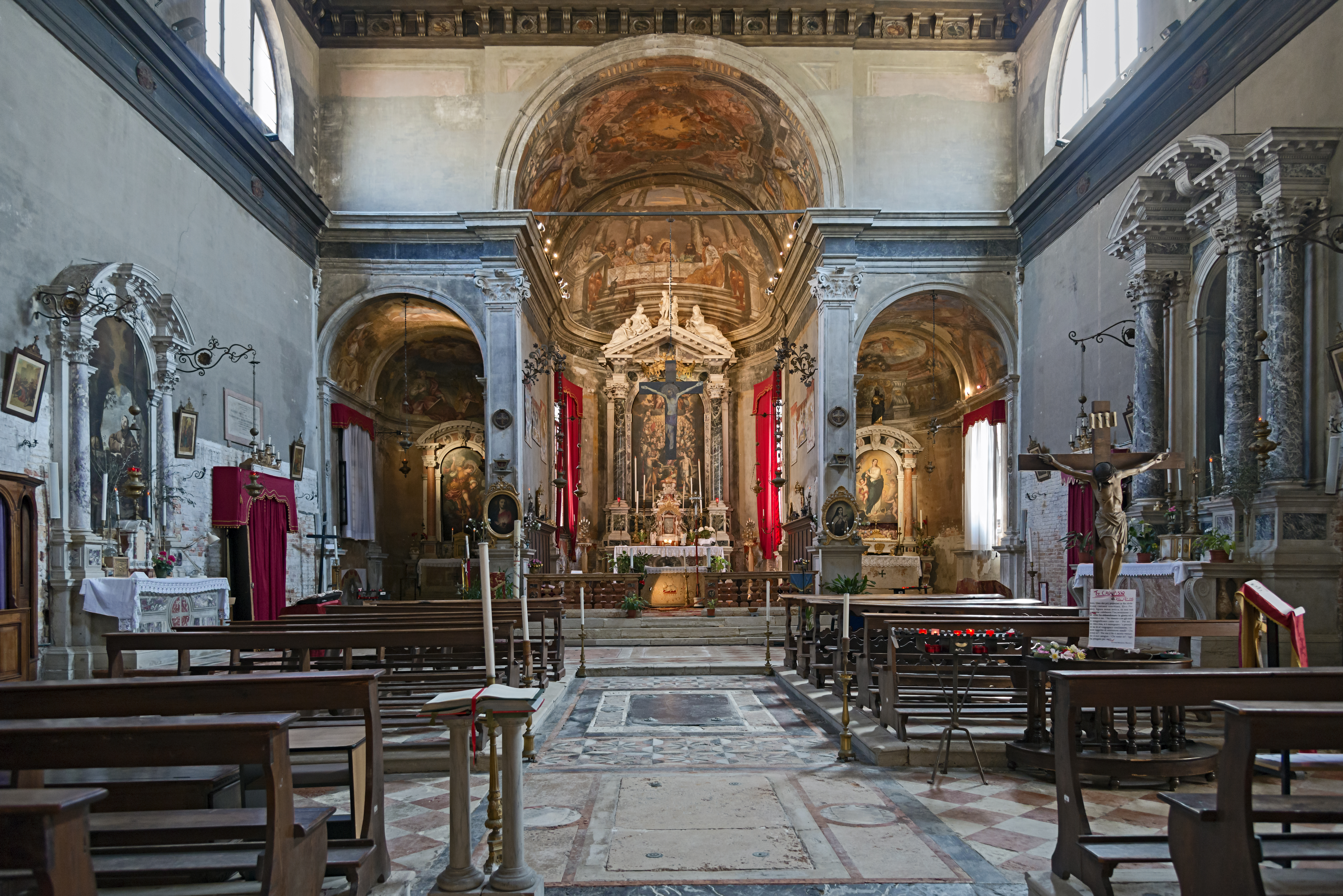
Vue le l'intérieur de l'église
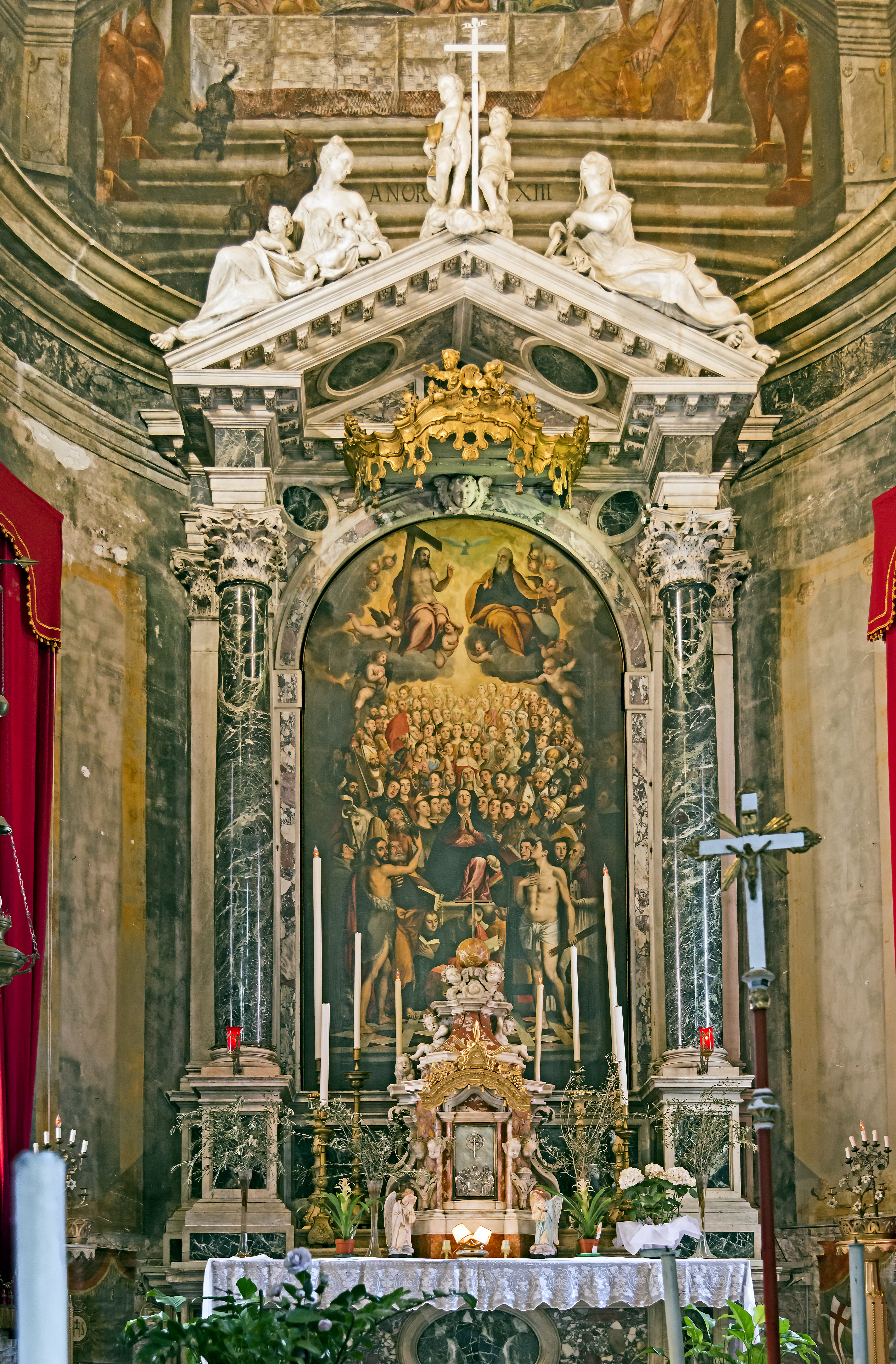
Maître autel
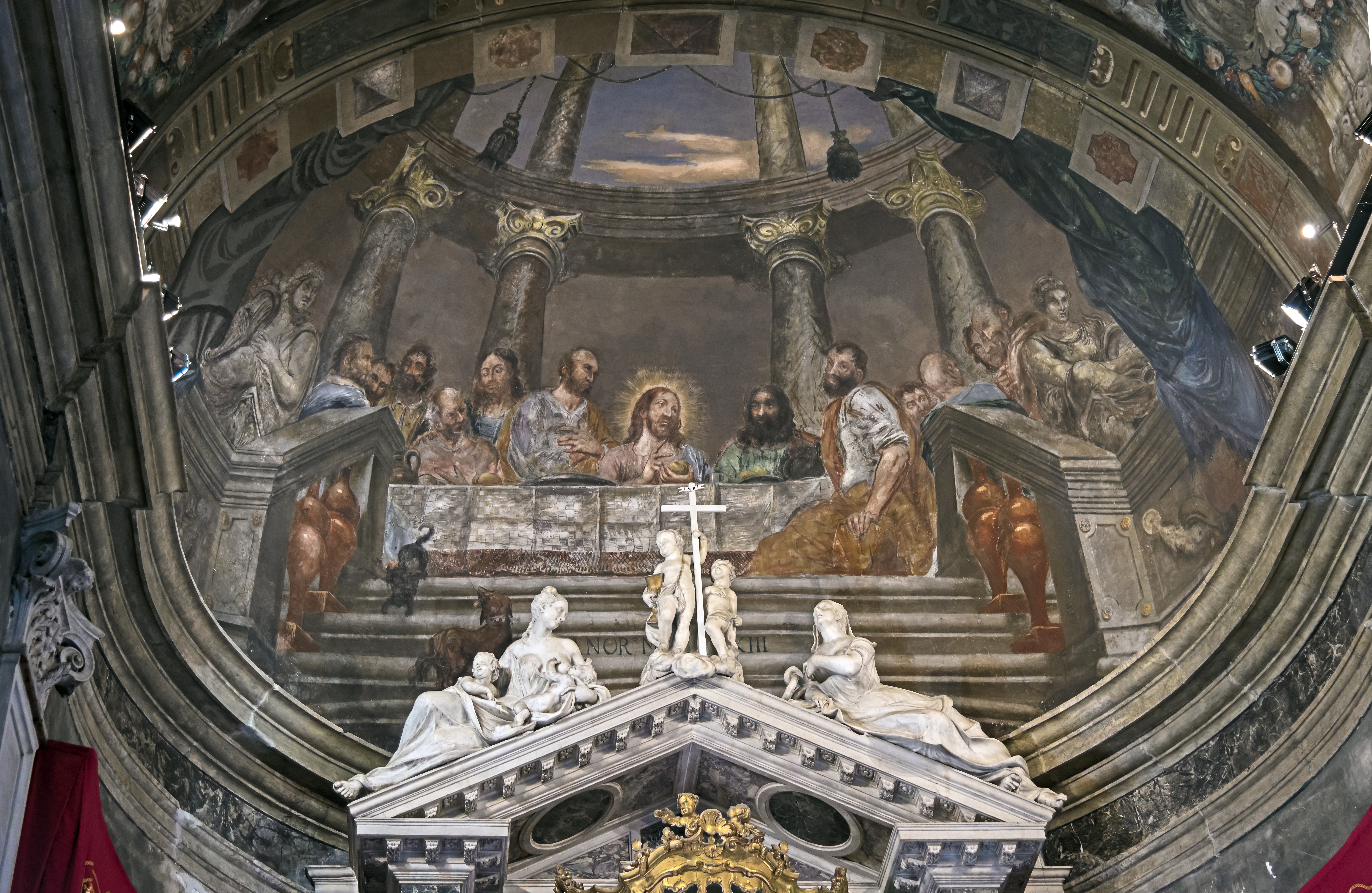
Fresque de la voûte du chœur.
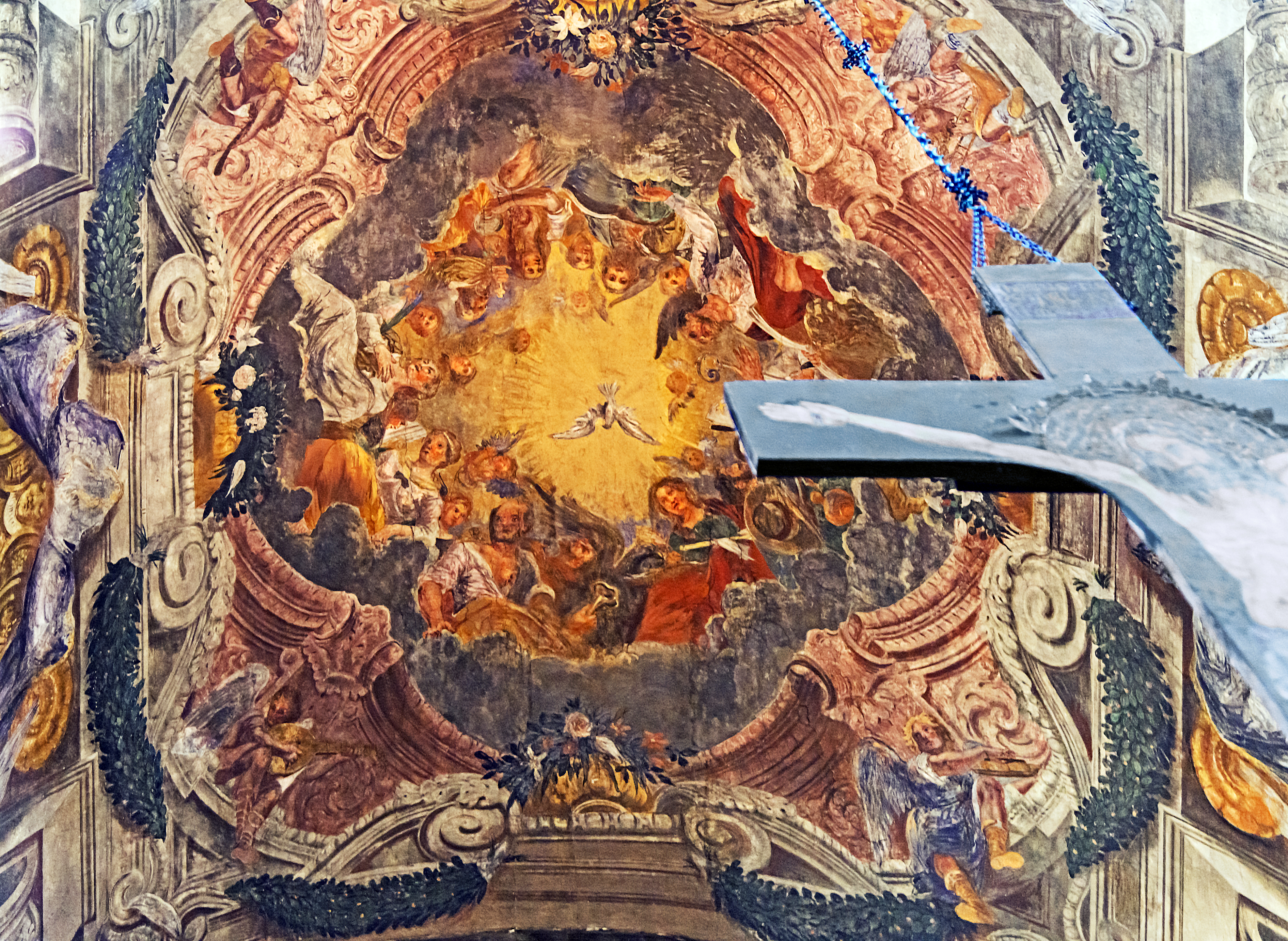
Plafond du chœur
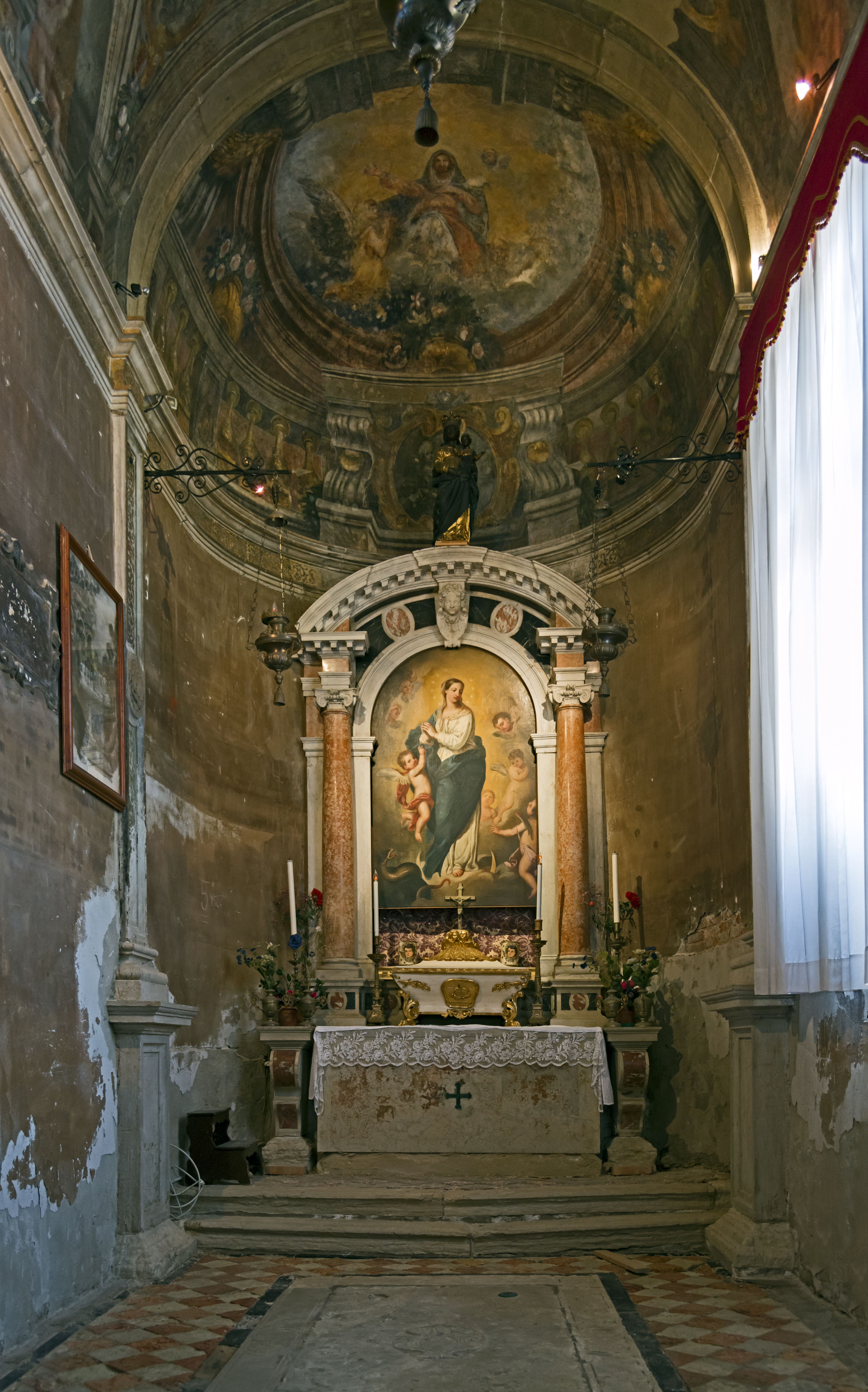
La chapelle à droite su chœur
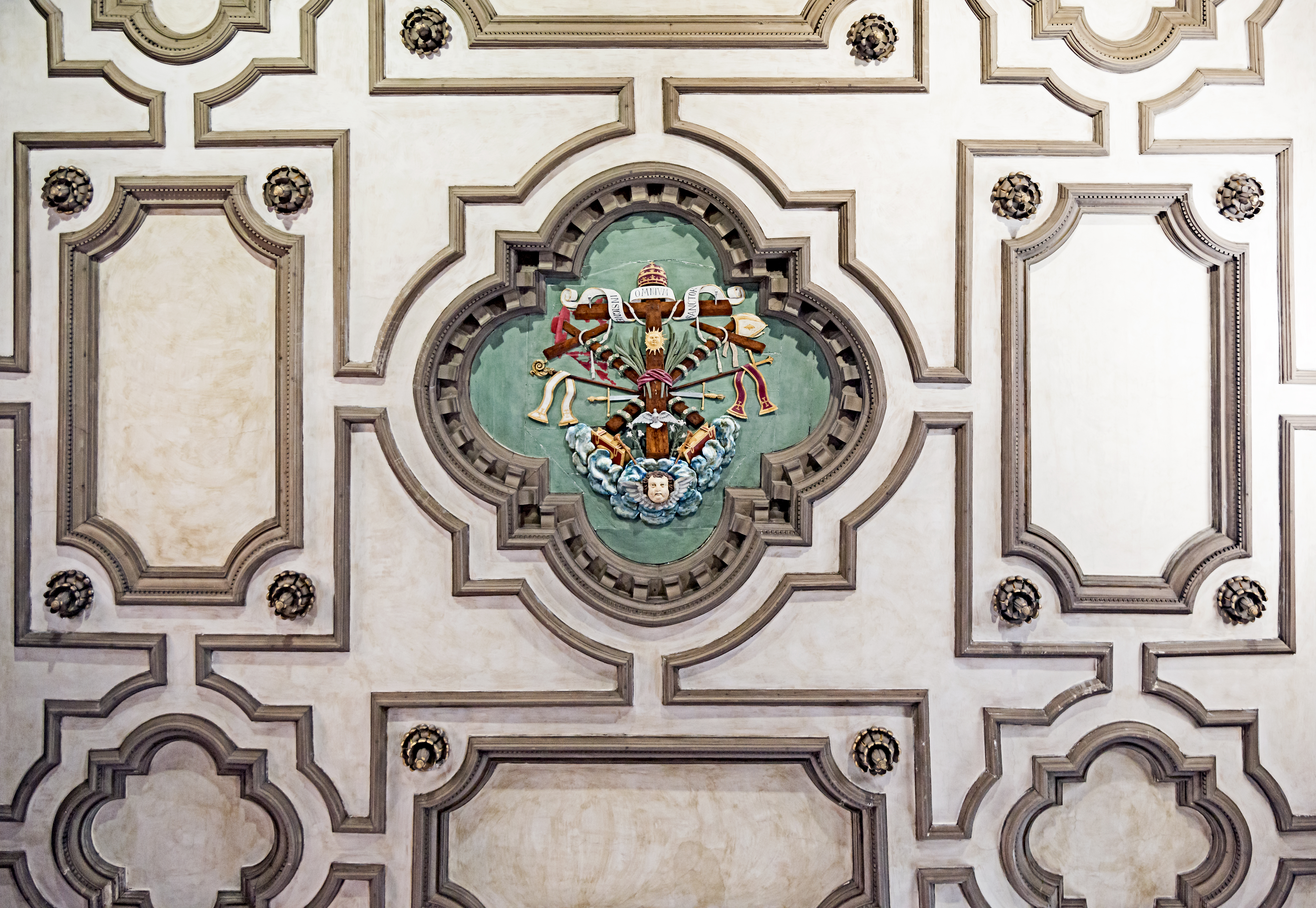
Plafond de la nef